# サタデーパレット
『サタデーパレット』は、2021年4月3日からテレビ大分（TOS）で毎週土曜 10:25 - 11:40 （日本標準時）に放送されている大分県のローカル情報番組である。ハイビジョン制作。

## 概要
- 1978年4月8日に放送開始し、43年続いた大分のローカル情報番組「ハロー大分」の後継番組として、2021年4月3日に放送開始した生放送番組で、毎日の暮らしに役立つ情報を分かりやすくお届けする番組である。

- 2023年6月24日の放送回で100回目となる。この日の放送は、これまで大分で見つけた様々なハテナをクイズ形式で出題している。

## 出演者
- 藤村晃輝
- 財前真由美
- 岩崎朋美
- 竹尾悠兵

### 過去の出演者
- 松井督治（元大分放送アナウンサー）
- 岡村誠之
- 吉良奈菜子

## 放送時間
- 土曜 9:55 - 11:00（2021年4月3日 - 2022年3月26日）
- 土曜 10:25 - 11:40（2022年4月9日 - ）

## 放送休止
- 2021年5月8日、2022年5月7日は、ゴールデンウィーク特別編成のため。
- 2021年7月24日、31日、8月7日は、2020年東京オリンピック中継及びそれに伴う特別編成のため。